# Cantó de Toló-4
El cantó de Toló-4 és un cantó francès del departament de la Var, situat al districte de Toló. Compta amb part del municipi de Toló.

## Municipis
- Toló

## Història
| Data d'elecció                           | Identitat      | Partit                     | Qualitat |
| ---------------------------------------- | -------------- | -------------------------- | -------- |
| 1973-1976                                | Marcel Bayle   | UDR                        |          |
| 1976-1988                                | François Trucy | Divers droite, després UDF |          |
| 1988-2008                                | Philippe Goetz | RPR, després UMP           |          |
| 2008-                                    | Philippe Sans  | UMP                        |          |
| les dades anteriors no són pas conegudes |                |                            |          |
|                                          |                |                            |          |

| 1962 | 1968 | 1975 | 1982 | 1990   | 1999   | 2006   |
| ---- | ---- | ---- | ---- | ------ | ------ | ------ |
| -    | -    | -    | -    | 10.828 | 10.013 | 10.448 |